# 我們的LIVE 與你的LIFE
《我們的LIVE 與你的LIFE》（日语：／ Bokura no Live Kimi to no Life）是μ's的第一首單曲，於2010年8月13日在C78會場內以「Love Live! School idol project」名義發售夏CM限定版，後於同年8月25日公開發售通常版。

## 概要
本單曲是μ's的出道作品，共分夏CM限定版與通常版2種發行，二者封面畫像不同。夏CM限定版僅在C78發售，不過後來又在2011年8月5日至14日期間於Cure Maid Café再發售。
在單曲發售時，「μ's」這個名稱尚未存在，故單曲的歌手名稱為「Love Live! School idol project」（ラブライブ！ School idol project）。另外，本CD僅記載了各個角色的名字，而未記載為她們配音的聲優姓名，相關資料也沒有在雜誌等媒體發表，直至11月才於該月的《電擊G's magazine》中公開聲優名字。
CD中除樂曲外，還收錄有μ's成員的自我介紹獨白的廣播劇。小冊子中除收錄樂曲的歌詞外，也收載了成員簡短的自我介紹，其中部分人物设定与之后的电视动画、漫画及小说有所不同。DVD收錄了《我們的LIVE 與你的LIFE》的動畫音樂短片，不過樂曲在最後的副歌部分有刪節，並非完整版。
CD內附有二維碼，若在2010年8月13至31日期間掃描二維碼即可參加「突然到來的盛夏大選」（いきなり真夏の総選挙），投票決定第二個單曲中擔當主唱的角色。
作為通常版的法人特典，在Animate、Gamers、Comic虎之穴購買時，會附贈實際並不存在的架空演唱會門票，而各個法人所附贈的門票設計均有所不同。
通常版发售时只发售出434份，大部分需要靠工作人员内购消化，高坂穂乃果的配音新田惠海在3rd Anniversary LoveLive!演唱会曾提及其该经历而落泪，并提及当时为防止卖不掉而买入了10份。

## 收錄內容
CD共收錄了兩首歌曲、其純音樂版以及「Love Live!」中九人各自的廣播劇，而DVD則收錄了A面曲的動畫音樂影片。括號中的中文翻譯僅供參考，並非官方翻譯。
CD
1. （我們的LIVE 與你的LIFE） [5:23]
  - 作詞：畑亞貴，作曲：山田高弘（日语：山田高弘）、編曲：高田曉（日语：高田暁）
  - 电视动画《Love Live!》第一季第8话插入曲。
2. （友情No Change） [4:17]
  - 作詞：畑亞貴，作曲・編曲：Tron-LM
3. （Off Vocal）
4. （Off Vocal）
5. （初次見面 -高坂穗乃果-） [2:04]
  - 出演：高坂穗乃果（声：新田惠海）
6. （初次見面 -絢瀨繪里-） [3:05]
  - 出演：絢瀨繪里（声：南條愛乃）
7. （初次見面 -南小鳥-） [2:49]
  - 出演：南小鳥（声：内田彩）
8. （初次見面 -園田海未-） [3:12]
  - 出演：園田海未（声：三森鈴子）
9. （初次見面 -星空凛-） [2:14]
  - 出演：星空凛（声：飯田穗）
10. （初次見面 -西木野真姬-） [2:17]
  - 出演：西木野真姬（声：Pile）
11. （初次見面 -東條希-） [2:04]
  - 出演：東條希（声：楠田亞衣奈）
12. （初次見面 -小泉花陽-） [3:03]
  - 出演：小泉花陽（声：久保由利香）
13. （初次見面 -矢澤日香-） [2:09]
  - 出演：矢澤日香（声：德井青空）

DVD
1. [註 1] [5:32]
  - 為強調「Love Live!」為學園偶像，音樂影片以櫻花盛開的音乃木坂學院運動場為舞台，並參考了啦啦隊的舞蹈編舞[4]。

## 音樂影片製作團隊
- 企画：日昇動畫
- 原作：矢立肇
- 原案：公野櫻子
- 監督：京極尚彥
- 動畫導演：井村学
- 故事情節・演出：井村学、京極尚彦
- 角色設計：室田雄平
- 總作畫監督：稻吉智重
- 作畫監督：稻吉智重、稻吉朝子、藤井智之、愛敬由紀子、木村智
- 美術監督：德田俊之
- 佈景設計：高橋武之
- 色彩設計：横山佐代子
- CG製作人：松浦裕曉
- 攝影監督：葛山剛士
- 編輯：今井大介
- 音響監督：明田川仁
- 音樂製作：Lantis
- 音樂製作人：齋藤滋
- 製作人：平山理志、伊藤善之、高野希義（日语：高野希義）
- 舞蹈編排：yumi
- 製作：Project Love Live!（日昇動畫、Lantis、ASCII Media Works）

## 專輯收錄
| 曲名 | 專輯                                     | 發售日       | 專輯類型 |
| ---- | ---------------------------------------- | ------------ | -------- |
|      | 《μ's Best Album Best Live! collection》 | 2013年1月9日 | 精選輯   |
|      | 《μ's Best Album Best Live! collection》 | 2013年1月9日 | 精選輯   |

## 外部連結
- Lantis上的介紹頁 （页面存档备份，存于）（日語）
- Lantis YouTube頻道的影片
  - 「Love Live!」出道單曲《我們的LIVE 與你的LIFE》電視廣告第1彈 （页面存档备份，存于） （日語）
  - 「Love Live!」出道單曲《我們的LIVE 與你的LIFE》電視廣告第2彈 （页面存档备份，存于） （日語）
  - 「Love Live!」出道單曲《我們的LIVE 與你的LIFE》電視廣告第3彈 （页面存档备份，存于） （日語）
  - 【Love Live!】《我們的LIVE 與你的LIFE》音樂影片（簡短版） （页面存档备份，存于） （日語）
  - 【試聽影片】Love Live!《友情No Change》 （页面存档备份，存于）（日語）